# Espai de Retzius
L'espai de Retzius o espai prevesical és un espai anatòmic situat entre el pubis i la bufeta urinària.

## Límits
- Límit anterior: pubis i símfisi del pubis (prolongada cranialment per la fàscia transversalis)
- Límit posterior: fàscia prevesical (làmina descrita per Retzius) que al melic s'uneix amb la fàscia transversalis.
- Límit inferior: lligament cubovesical, que va del marge inferior de la sínfisi púbica al coll de la bufeta urinària (també anomenat lligament cuboprostàtic en l'home)

## Contingut
L'espai de Retzius conté teixit celuloadipós que permet el desplaçament de la bufeta quan aquesta s'expandeix.